# Pasquier Quesnel
Pour les articles homonymes, voir Quesnel.
Le père Pasquier Quesnel, oratorien, né le 14 juillet 1634 à Paris et mort le 2 décembre 1719 à Amsterdam, est un théologien janséniste, fameux par ses écrits et par la longue lutte qu'il soutint pendant les querelles du jansénisme.

## Un oratorien peu classique
Issu d'une vieille famille noble, il fait en Sorbonne des études brillantes en philosophie et en théologie. À l'âge de vingt-trois ans, en 1657, il entre dans la congrégation française de l'Oratoire où ses talents sont mis à profit au service des jeunes. Il s'y adonne à l'étude de l'Écriture sainte et des saints Pères, et à la composition de livres de piété. Il a à peine vingt-huit ans lorsque ses supérieurs le jugent capable de remplir l'emploi important de premier directeur de l'institution de Paris.

## Une théologie jansénisante

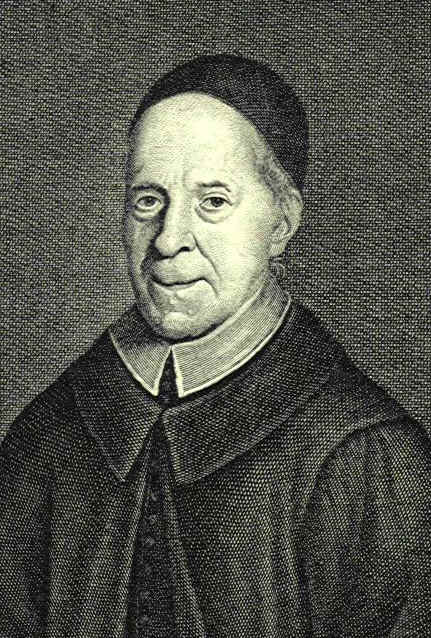
Le théologien jansénite français Pasquier Quesnel.

### Réflexions morales
Il compose à l'usage de ses élèves un Épitomé des Morales des Évangélistes, ou Pensées chrétiennes sur les Textes des Quatre Évangélistes, qui est publié en 1671. Par des développements successifs importants, ce travail devient Le Nouveau Testament en français avec des Réflexions Morales sur chaque verset (Paris, 1687-1692), ouvrage qui suscite une vive polémique jusqu'à ce que finalement, en 1708, ses doctrines soient condamnées par Clément XI. En 1713, la bulle Unigenitus Dei filius condamne 101 propositions extraites textuellement du Nouveau Testament en français avec des Réflexions morales sur chaque verset de Quesnel (ouvrage très répandu). L’Église redéfinit le jansénisme, ce qui va avoir pour effet d’en multiplier ses membres (comme ils ne peuvent être exclus de l’Église, on affiche la déviance au cœur de l’institution).
Cependant, le premier ouvrage de Quesnel contient déjà dans l'édition de 1671 cinq des 101 propositions (12, 13, 30, 60 et 65) plus tard critiquées dans la Bulle Unigenitus.
Influencé, comme beaucoup d'oratoriens, par les doctrines jansénistes, Quesnel les a introduites dans ses Réflexions Morales sur le Nouveau Testament. Cet ouvrage par lequel il débute est celui qui produit le plus d'éclat et qui rend la vie de l'auteur si orageuse.
Dans la Biographie universelle, ancienne et moderne de Joseph-François Michaud et Louis-Gabriel Michaud, publiée en 1823 à Paris chez Michaud frères, on lit cependant page 400 : « Il paraît qu'il fut fait à bonne intention et qu'originairement il ne contenait rien de répréhensible : il ne consistait qu'en de courtes maximes et de pieuses pensées sur les paroles du Sauveur, que l'auteur avait écrites pour l'usage des jeunes confrères qu'il était chargé d'instruire. Le ministre d'État Loménie, le marquis de Laigue et d'autres personnages pieux qu'elles avaient édifiés l'engagèrent à en donner de pareilles sur les quatre Évangiles, et, trouvant l'occasion d'en parler à Mgr Vialart de Herse, évêque de Châlons-sur-Marne, ils le firent avec tant d'éloges que ce prélat, renommé pour sa sagesse et ses Vertus, voulut en prendre connaissance. Après avoir lu et examiné ce livre avec soin, il l'approuva par un mandement de novembre 1671, et en recommanda la lecture aux ecclésiastiques et aux fidèles de son diocèse. L'édition en fut publiée à Paris la même année, chez Pralart, avec privilège et approbation des docteurs, au su et du consentement de Monseigneur de Harlay, archevêque de cette ville ».

### Saint Léon
En outre, il a adopté, concernant la papauté, les enseignements de Marco Antonio de Dominis et d'Edmond Richer. Il publie (Paris, 1675 ; Lyon, 1700) une édition complète des travaux de Léon le Grand. Les notes et les thèses qu'il ajoute, très savantes, sont marquées par ses attaques contre l'infaillibilité et même la primauté de Rome. En conséquence, cet ouvrage est mis à l'Index et Quesnel se contente de répondre par une protestation irrespectueuse envers les autorités ecclésiastiques.

### L'exil à Orléans
Il s'occupe en même temps, par les conseils de Nicole, à faire sur les Actes des apôtres et sur les Épitres de saint Paul le même travail qu'il a entrepris sur les Évangiles. Jusque-là rien n'est venu le troubler dans ses occupations ; mais Monseigneur de Harlay ayant fait exiler le P. Abel de Sainte-Marthe, général de l'Oratoire, ami d'Antoine Arnauld, et qui partage les opinions de ce docteur, Quesnel, qu'on sait fort attaché à son supérieur général et qu'on croit avec raison imbu des mêmes principes, reçoit ordre de sortir de Paris et du diocèse. Il se retire de son propre gré dans la maison de l'Oratoire d'Orléans, où il arrive en novembre 1681.

## Un janséniste fervent

### Bruxelles
Ses opinions jansénistes, qu'il manifeste de plus en plus, le font donc exiler à Orléans. Il continue d'y travailler à ses Réflexions morales, lorsqu'un nouvel incident l'oblige encore à changer de demeure.
Dans une assemblée tenue en 1678, la congrégation de l'Oratoire a dressé un formulaire de doctrine qui condamne et défend d'enseigner la philosophie de Descartes, reçue dans quelques écoles, et le jansénisme. Une nouvelle assemblée, tenue en 1684, exige de tous les membres de l'Oratoire la signature de ce formulaire. Plusieurs refusent, et Quesnel est du nombre. Il quitte la congrégation et, craignant d'être inquiété s'il reste en France, il rejoint Arnauld à Bruxelles et demeure auprès de lui jusqu'à ses derniers instants (1694), puis prend sa place à la tête du parti janséniste.
Les difficultés d'un séjour en pays étranger ne tempèrent pas l'ardeur de son prosélytisme et ne diminuent pas son activité littéraire.

### La polémique desRéflexions morales
C'est à Bruxelles que Quesnel achève son livre des Réflexions morales. Il en revoit la première partie, imprimée en 1671, et lui donne plus d'étendue pour la mettre en rapport avec son nouveau travail. L'ouvrage, ainsi refait à neuf, parait en 1694 et est présenté à Louis Antoine de Noailles, qui a succédé à M. Vialart sur le siège de Châlons-sur-Marne. Ce prélat, informé que ce livre a cours dans son diocèse et y est apprécié, après y avoir fait, dit-on, quelques changements, l'approuve par un mandement du 23 juin 1695, et en recommande la lecture au clergé et aux fidèles de son diocèse, comme l'a fait son prédécesseur.
Jusque-là, les Réflexions morales n'ont pas fait grand bruit, et n'ont fait l'objet d'aucune critique. Un événement imprévu en fait un brandon de discorde. M. de Noailles, qui n'est pas encore cardinal, est cette même année transféré sur le siège métropolitain de Paris. Le 20 août 1696, il publie une ordonnance dans laquelle il condamne un livre de l'abbé Martin de Barcos intitulé Exposition de la foi de l’Église touchant la grâce et la prédestination. C'est, comme on l'imagine bien, toute la doctrine de Port-Royal.
Deux ans après, on voit paraître, sous le titre de Problème ecclésiastique, un écrit où l'auteur souligne avec malignité la contradiction entre deux opinions opposées de Louis Antoine de Noailles, approuvant cette doctrine dans les Réflexions morales alors qu'il est évêque de Châlons en 1695 et condamnant la même doctrine dans l'Exposition de la foi en tant qu'archevêque de Paris en 1696.
Le Problème est condamné au feu par arrêt du Parlement de Paris du 10 janvier 1699 ; mais cela ne tire pas M. de Noailles de l'état pénible où le met cet embarrassant dilemme.

### Bossuet
On sait aujourd'hui que la partie dogmatique de l'ordonnance du 20 août est l'ouvrage de Bossuet. Le prélat ne s'en croit que plus obligé de venir au secours de l'archevêque de Paris : en conséquence, 

« il composa un écrit dont l'objet était de démontrer qu'il existait des différences essentielles entre la doctrine du livre de l’Exposition, que M. l'archevêque avait condamnée, et celle du livre du P. Quesnel, qu'il avait approuvée, et quant aux propositions de ce dernier ouvrage qui pouvaient offrir un sens répréhensible, il s'efforça de les réduire au sens des thomistes, que l'Église permet aux écoles d'admettre ou de rejeter. »

C'est cet écrit et quelque autre travail du même genre que le P. Quesnel et ses partisans appellent la Justification des Réflexions morales, par Bossuet. Pasquier Quesnel, en quête de légitimité morale, essaie de couvrir ses doctrines de l'autorité de Bossuet, afin de se concilier un clergé gallican dans sa majorité. Bossuet a été prié d'examiner le texte des Réflexions morales et a consenti à le faire. Il a même rédigé un avant-propos comme préface à une nouvelle édition, insistant pourtant sur la correction de cent vingt propositions qu'il a trouvées répréhensibles. Comme cette condition n'a pas été acceptée, il a refusé sa coopération et retenu l'avant-propos préparé.
On doit à l'Histoire de Bossuet, par le cardinal de Bausset, l'éclaircissement complet de ce point de critique : il résulte de son récit que, loin d'avoir approuvé le livre des Réflexions morales, Bossuet y a trouvé beaucoup de choses à redire et a proposé d'y mettre de nombreux cartons. Soit insinuation, soit peur et honte de se contredire, M. de Noailles, qui est nommé cardinal l'année suivante, n'accepte pas qu'on y touche.

### Le retour du conflit
La nouvelle édition des Réflexions morales parait en 1699, sans corrections, mais aussi sans approbation de M. de Noailles. L'effet du Problème ecclésiastique est de ranimer les disputes que la paix de Clément IX a eu pour objet d'étouffer. On voit de part et d'autre se multiplier des écrits où l'on se fait une guerre à outrance. La plupart partent de Bruxelles, où Quesnel, devenu le chef du parti depuis la mort d'Arnauld, vit sous des noms supposés et sous des habits laïques.
Mais en 1703, Humbert de Precipiano, archevêque de Malines, craignant que la tranquillité de son diocèse n'en soit compromise, obtient de Philippe V un ordre pour le faire arrêter. Quesnel est découvert, arrêté et enfermé dans les prisons de l'officialité, d'où, tandis qu'on instruit son procès, quelques amis, en perçant les murs, parviennent à le faire échapper.

### Amsterdam
Il se cache de nouveau, erre pendant quelque temps, non sans inquiétude, ayant été arrêté à Namur et à Huy : il peut enfin se rendre à Amsterdam, où Godde, évêque de Sebaste et vicaire apostolique en Hollande, qui vient d'être déposé pour son attachement au même parti, l'a invité à venir trouver asile. Là, il peut écrire en liberté, et use largement du droit d'attaque et de défense. Il continue, bravant tous les interdits et toutes les censures, à écrire pour soutenir ses idées. Obstiné dans la poursuite de ses buts, il n'hésite pas à prendre des pseudonymes et à se déguiser pour échapper aux autorités.
Clément XI, voulant mettre fin à ces contestations, rend le 13 juillet 1708 un décret par lequel il condamne le livre des Réflexions morales, avec des qualifications assez sévères. Cette mesure n'ayant pas produit l'effet désiré, Louis XIV, las de voir l’Église de France déchirée par des divisions, demande au pape une constitution assez prononcée pour mettre fin aux débats. C'est sur cette demande et d'après le rapport d'une congrégation créée à cet effet, et aux séances de laquelle le pape assiste souvent, qu'est dressée la fameuse constitution Unigenitus ; elle condamne le livre des Réflexions morales et cent une propositions qui en sont extraites, avec des qualifications diverses, parmi lesquelles se trouve celle d'hérésie, toutefois sans application à aucune proposition particulière et aussi sans approbation du reste de l'ouvrage.

### La bulleUnigenitus
La Bulle Unigenitus n'est pas sur-le-champ reçue unanimement. Dans une assemblée de quarante-neuf évêques, tenue le 25 janvier 1714, sous la présidence du cardinal de Noailles, quarante l'acceptent ; les neuf autres, parmi lesquels se trouve le cardinal, sont d'avis d'attendre des explications. Un des neuf néanmoins, M. de Clermont, évêque de Laon, se réunit à la majorité, le parlement de Paris enregistre la bulle, exemple qui est suivi par la plupart des cours du royaume. La Sorbonne, sur des lettres de jussion, l'inscrit sur ses registres, malgré un mandement du cardinal, qui lui défend de rien statuer à cet égard. Louis XIV meurt sans que rien soit fini. L'opposition, les appels, la scission dans le corps épiscopal subsistent pendant la Régence : ce n'est qu'en 1728 que le cardinal de Noailles cède en acceptant définitivement la bulle.

### Les derniers sacrements
Confronté au risque de se voir refuser les derniers sacrements à l'heure de sa mort, il les demande et reçoit le 2 décembre 1719, dans sa 86e année, et fait une profession de foi en présence de deux protonotaires apostoliques et d'autres témoins.
Cette formule est privilégiée par les jansénistes car elle ne fait pas allusion à l'infaillibilité pontificale ni aux propositions condamnées.

## Ses écrits
Quesnel ayant passé toute sa vie à écrire, la liste de ses ouvrages est longue. Les principaux sont, outre le livre des Réflexions morales :
- une édition des œuvres de Saint-Léon (faite sur un manuscrit apporté de Venise, lequel avait été donné à la maison de l'institution de l'Oratoire de Paris), avec des notes, des observations et des dissertations, 2 vol. in-4°[9].

Parmi les nombreux travaux de Quesnel, outre ceux déjà mentionnés, on peut citer surtout :

### Des écrits assez "classiques"
- Abrégé de la morale de l’Évangile, 1687, 3 vol. in-12 ;
- les Trois consécrations, in-18 ;
- Lettres contre les nudités adressées aux religieuses qui ont soin de l'éducation des filles;
- L'Idée du Sacerdoce et du Sacrifice de Jésus Christ, in-12, souvent réimprimée ;
- Les trois consécrations : la consécration baptismale, la sacerdotale et la consécration religieuse ;
- Élévation à Nôtre-Seigneur Jésus-Christ sur sa Passion et sa Mort, in-18;
- Jésus pénitent, in-12 ;
- Du bonheur de la mort chrétienne, in-12 ;
- Prières chrétiennes avec des pratiques de piété, in-12 ;
- Office de Jésus avec des réflexions, in-8° ;
- Recueil de lettres spirituelles sur divers sujets de la morale et de la piété ; sous le pseudonyme de Géry,
- Apologie historique de deux censures (contre Lessius) de l'Université de Douai ; sous le pseudonyme de Germain.

### Des écrits dans la mouvance janséniste
- Tradition de l’Église romaine sur la prédestination des saints et sur la grâce efficace, Cologne, 1687, 4 vol. in-12, sous le nom du sieur Germain, docteur en théologie ;
- Abrégé de l'histoire de la congrégation De Auxiliis, Francfort, 1687;
- La discipline de l’Église tirée du Nouveau Testament et de quelques anciens conciles, Lyon, 1689, 2 vol. in-4° ;
- Causa Arnaldina, 1699, in-8°, un ouvrage publié sous une autre forme comme La justification de M. Arnauld, 1702, 3 vol. in-12[10].
- Histoire abrégée de la vie d'Antoine Arnauld, Liège, 1699, 2 vol., in-12 ;
- la Souveraineté des rois défendue contre Leydeker, Paris, in-12[11]. ;
- Entretiens sur le Décret de Rome contre le Nouveau Testament de Châlons accompagnés de réflexions morales ;
- finalement sept Mémoires servant à l'histoire de la constitution Unigenitus.

### Commentaires
Cette liste, pourtant incomplète, comprend dans sa première partie seulement des travaux presque toujours utiles et édifiants; dans sa seconde partie, au contraire, et spécialement les sept derniers sont ou imprégnés des principes jansénistes ou consacrés principalement à leur défense.
Il existe une quantité prodigieuse de mémoires, écrits polémiques, opuscules, pièces relatives aux contestations dans lesquelles Quesnel s'est trouvé engagé, productions de circonstance, oubliées dès le XIXe siècle et dont Moréri donne la longue nomenclature.

### Sources
- Quesnel et le Quenellisme dans le Dictionnaire de théologie catholique.
- (en) Pasquier Quesnel, Catholic Encyclopedia, 1913
- Souvenirs de la Marquise de Créquy. "Cet ouvrage apocryphe (il serait de Cousin de Courchamps) contient mille anecdotes pittoresques sur l'époque" (et quelques-unes sur le Père Quesnel). Pr James Eason, Université de Chicago. Ill. Usa.
- « Pasquier Quesnel », dans Louis-Gabriel Michaud, Biographie universelle ancienne et moderne : histoire par ordre alphabétique de la vie publique et privée de tous les hommes avec la collaboration de plus de 300 savants et littérateurs français ou étrangers, 2e édition, 1843-1865 [détail de l’édition]